# Finse Oorlog
De Finse Oorlog was een conflict tussen Zweden en Rusland van februari 1808 tot september 1809. De oorlog eindigde met een Russische overwinning, en bij de Vrede van Fredrikshamn op 17 september 1809 ging Finland over van Zweedse in Russische handen.

## Achtergrond
Bij de Vrede van Tilsit tussen de Franse keizer Napoleon en de Russische tsaar Alexander I in 1807 kwam Alexander overeen om Zweden aan te vallen als de Zweden geallieerd bleven met de Britten en zich niet bij het Frans-Russische bondgenootschap aansloten. De Zweedse koning Gustaaf IV Adolf, die een enorme haat tegen Napoleon koesterde, weigerde het bondgenootschap met de Britten te verbreken.

## Verloop
Op 21 februari 1808 viel Rusland, zonder oorlogsverklaring, Zweden aan met 24.000 manschappen onder bevel van Friedrich Wilhelm von Buxhoevden. De Russische troepen namen al snel de Zuid-Finse stad Hämeenlinna in. Terwijl de Zweedse troepen in Finland zich naar het noorden terugtrokken, namen de Russen in maart Kuopio, Tampere, Jakobstad, Helsinki en Hanko in, en landden op Gotland en de Ålandseilanden. De belegerde stad Sveaborg gaf zich op 3 mei over met 7.500 Zweedse manschappen, 100 schepen en 2.000 kanonnen.
De Zweedse bevelhebber Johan Adam Cronstedt werd vervangen door Carl Johan Adlercreutz en de Zweden gingen in de tegenaanval, terwijl de Finnen een guerrillaoorlog tegen de Russen uitvochten. De Russen werden verslagen in de Slag bij Siikajoki op 18 april en Slag bij Revolax op 27 april, en verloren ook Gotland en de Ålandseilanden.
Op 14 augustus begonnen de Russen, die versterkingen hadden gekregen en zo'n 55.000 manschappen tot hun beschikking hadden, een nieuw offensief. Hoewel de Zweden op 13 september de Slag bij Jutas wonnen, behaalden de Russen een dag later een belangrijke overwinning in de Slag bij Oravais, de bloedigste veldslag van de oorlog. Ze behaalden ook een aantal andere overwinningen in zuidelijk Finland en schakelden daarnaast de Finse verzetsstrijders uit. In noordelijk Finland ging het de Russen echter minder goed af, en aan het begin van de winter besloot Buxhoevden om een wapenstilstand te sluiten. Tsaar Alexander weigerde deze wapenstilstand goed te keuren en verving Buxhoevden door een nieuwe bevelhebber, Boris Knorring.
De Zweden kwamen onder dreiging van een invasie door de Fransen (onder bevel van Jean-Baptiste Bernadotte) en de Franse bondgenoot Denemarken, en moesten het grootste deel van hun troepen uit Finland terugtrekken om zuidelijk Zweden en de Zweeds-Noorse grens te beschermen. Op 19 november tekenden de Russen en Zweden de Conventie van Olkijoki, waarbij Zweden overeenkwam om al zijn troepen uit Finland terug te trekken.
Tsaar Alexander wilde nu Zweden zelf binnenvallen, en de Russen bedachten een gewaagd plan om via de Ålandseilanden over de bevroren Botnische Golf te marcheren en zo Stockholm te bereiken. Op 17 maart 1809 namen 17.000 Russische manschappen onder bevel van Pjotr Bagration de Ålandseilanden in. Enkele dagen later kwamen de eerste troepen aan wal bij Stockholm.
Op 13 maart werd de Zweedse koning Gustaaf IV Adolf door het Zweedse leger afgezet vanwege het verlies van Finland. Zijn oom Karel XIII werd als regent aangewezen en vervolgens op 6 juni tot koning uitgeroepen, nadat hij een nieuwe, liberale grondwet had erkend waarin de absolute macht van de koning werd beperkt.
De nieuwe koning stelde een wapenstilstand voor, waarop de Russen zich naar de Ålandseilanden terugtrokken. In tussentijd stak een andere Russische troepenmacht onder bevel van Barclay de Tolly de bevroren Botnische Golf over en nam op 24 maart Umeå in. Tsaar Alexander kwam begin april in Turku aan en hoorde van de wapenstilstand, waarop hij Knorring ontsloeg en Barclay de Tolly als nieuwe bevelhebber benoemde. In augustus begonnen de eerste vredesonderhandelingen, terwijl de Zweden nog vruchteloos probeerden een overwinning op de Russen te boeken.
|  |  |

## Nasleep
De onderhandelingen resulteerden in de Vrede van Fredrikshamn op 17 september. Zweden verloor hierbij Finland, de Ålandseilanden en een deel van Västerbotten en Lapland aan Rusland. Finland werd onderdeel van het Russische Rijk als het semi-autonome Grootvorstendom Finland.
Ook moest Zweden zijn havens sluiten voor Britse schepen en zich aansluiten bij het Continentaal stelsel, Napoleons anti-Britse handelsembargo. Dit laatste leidde tot een oorlogsverklaring door de Britten. Op 6 januari 1810 kwam het, met Russische tussenkomst, tot een vredesverdrag tussen de Fransen en de Zweden, de Vrede van Parijs.
In 1810 kwam de Franse maarschalk Bernadotte naar Zweden als regent en opvolger van Karel XIII. Na Karels dood in 1818 besteeg Bernadotte de Zweedse troon als koning Karel XIV Johan.
Na Napoleons rampzalige veldtocht naar Rusland besloot Zweden zich in 1812 bij het bondgenootschap tegen Frankrijk aan te sluiten. Zweedse troepen namen deel aan de geallieerde overwinning in de Slag bij Leipzig in 1813. Zweden viel ook Denemarken aan, en bij het Verdrag van Kiel op 14 januari 1814 werden de Denen gedwongen om Noorwegen aan Zweden op te geven, in ruil voor Zweeds-Pommeren. Zo kon Zweden het verlies van Finland met Noorwegen compenseren.
Zweeds-Novgorodische Oorlogen · Russisch-Zweedse Oorlog (1496-1499) · Russisch-Zweedse Oorlog (1554-1557) · Lijflandse Oorlog (1558-1583) · Russisch-Zweedse Oorlog (1590-1595) · Ingrische Oorlog (1610-1617) · Russisch-Zweedse Oorlog (1656-1658) · Grote Noordse Oorlog (1700-1721) · Russisch-Zweedse Oorlog (1741-1743) · Russisch-Zweedse Oorlog (1788-1790) · Finse Oorlog (1808-1809)
Zweedse Onafhankelijkheidsoorlog (1521-1524) · Zevenjarige Oorlog (1563-1570) · Kalmaroorlog (1611-1613) · Deens-Zweedse Oorlog (1643-1645) · Noordse Oorlog (1655-1660) · Schoonse Oorlog (1674-1679) · Noordse Oorlogen: Deens-Zweedse Oorlog (1657-1658) & Zweeds-Nederlandse Oorlog (1658-1660) · Grote Noordse Oorlog (1700-1721) · Russisch-Zweedse Oorlog (1788-1790) · Finse Oorlog (1808-1809)